# NGC 4757
NGC 4757 est une vaste galaxie lenticulaire relativement éloignée, vue par la tranche et située dans la constellation de la Vierge. Sa vitesse par rapport au fond diffus cosmologique est de 8 860 ± 24 km/s, ce qui correspond à une distance de Hubble de 130,7 ± 9,2 Mpc (∼426 millions d'al). NGC 4757 a été découverte par l'astronome allemand Wilhelm Tempel en 1882.